# Адамава (языки)
Адама́ва (также адамауа; англ. adamawa) — подсемья языков, традиционно включаемая в состав адамава-убангийской семьи нигеро-конголезской макросемьи (в последних классификациях рассматривается как самостоятельная семья). Область распространения — плато Адамава (восточные районы Нигерии, северные районы Камеруна, северо-западные районы Центральноафриканской Республики и южные районы Чада). Объединяет, согласно различным данным, от 6 до 15 языковых ветвей (около 80—90 языков). Общая численность говорящих — приблизительно от 1 до 1,5 млн человек.
Генетическое единство языков подсемьи адамава окончательно не доказано, внутренняя классификация этой подсемьи в значительной степени условна ввиду малоизученности отнесённых к её составу языков. В рамках адамава-убангийской семьи, выделение которой было предложено Дж. Гринбергом, подсемья адамава традиционно противопоставляется языкам убангийской подсемьи.
Наиболее крупным по числу носителей является язык мумуйе (400 тысяч говорящих). В ареале подсемьи адамава распространён искусственный (секретный) язык то, имеющий основу с чертами адамавских языков.
Большинство языков подсемьи адамава бесписьменные.

## Классификация
Как внешняя, так и внутренняя классификация языков адамава затруднена тем, что данные языки продолжают оставаться одними из наименее изученных языков Африки. В 1910-х — 1930‑х годах немецкий учёный Д. Вестерман отнёс языки адамава к суданским языкам вместе с языками, которые в современных классификациях включают в чадскую, кордофанскую и нило-сахарскую семьи. Согласно исследованиям американского лингвиста Дж. Гринберга середины XX века (1955), языки адамава вместе с убангийскими языками составили адамауа-восточную семью языков, включённую в нигеро-конголезскую макросемью. Позднее общепринятым названием этой семьи стало «адамава-убангийские языки» (предложено в 1971 году американским исследователем У. Самариным).
В соответствии с классификацией адамава-убангийских языков, данной Дж. Гринбергом, в подсемье адамава были выделены 14 языковых ветвей, некоторые из которых представлены только одним языком:
1. чам, мона, тула, дадийя, ваджа, каму, авак;
2. чамба, донга, лекон, уом, мумбаке, ндагам;
3. дака, тарам;
4. дуру, уере, намчи, колбила, папе, сари, севе, уоко, котопо, кутин;
5. кумба, мумуйе, генгле, теме, уака, йенданг, зинна;
6. мбум, дама, моно, мбере, мунданг, ясинг, мангбеи, кпере, лакка, дек;
7. мбои, юнгур, либо, роба;
8. кам;
9. мунга, нзанги (джен);
10. лонгуда;
11. фали;
12. нимбари;
13. буа, ниелим, коке;
14. маса.

В дальнейшем классификация Дж. Гринберга неоднократно уточнялась. В частности, в состав подсемьи адамава был включён язык дай (Р. Бойд, 1989) и исключены из её состава дакоидные языки дака и тарам, рассматриваемые в настоящее время как бенуэ-конголезские языки (первым, кто указал на близость дакоидной ветви к бенуэ-конголезской семье, был П. Р. Беннетт, 1983). Между тем, окончательное единство всех ветвей языков адамава так и не установлено. Так, например, по данным лексикостатистики, полученным в исследованиях Т. И. Аникиной, А. В. Ляхович и А. Ю. Желтова (2012), языки ньонг и наиболее близкие к ним группы языков адамава имеют не более 20-25 % общей базовой лексики.
Согласно одной из последних классификаций, опубликованной в статье «Адамава-убангийские языки» В. А. Виноградова («Большая российская энциклопедия»), в составе подсемьи адамава выделяют 6 ветвей и 3 неклассифицированных языка (обло, геве и ла’би):
1. ваджа-джен:
  - ваджа: тула, бангвинджи, ваджа, дадийя, цобо, чам-мона (диджим-бвилим), каму, авак;
  - лонгуда;
  - джен: лелау (мунга-лелау), досо (мунга-досо), джен (нзанги), кьяк, бурак, махди, моо, ло, мак, тха;
  - юнгур: мбои, либо (каан), роба (лала-роба), юнгур (воро-бена);
2. леко-нимбари:
  - леко:
    - чамба: леко, мумбаке (ндагам, ньонг), донга;
    - вом, колбила;

  - дуру:
    - дупа, дии, папе, сари;
    - дули;
    - намши (дояйо, севе), гимниме, гимме, кома, вере (мом джанго), воко (лонгто), пере (котопо, кутин);

  - нимбари;
  - мумуйе-янданг:
    - генгле, кумба, мумуйе (ранг, пангсенг, зинна), вака, теме;
    - янданг, кпасам-бали, кугама;
3. мбум-дай:
  - мбум: каре, каранг, нзакамбай, пана, куо, дама, ндаи, моно, мамбай (мангбаи), мунданг, тупури, мбум, дек, лака, пам;
  - буа: буа, болго, бон гула, гула иро, коке, ньелим, ной, тунья, зан гула, фанья;
  - ким: бесме, гундо, ким (маса);
  - дай;
4. фали;
5. кам;
6. ква (ба).

В классификации Р. Бленча приводится 15 языковых ветвей и неклассифицированный язык обло, а также упоминается о возможном родстве с языками адамава изолированного языка лаал. В число групп подсемьи адамава включаются группы ваджа, биквин-джен, баа (ква), юнгур, лонгуда, мумуйе-йенданг, ньимуом (кам), лееко, дуру, мбум, фали, нимбари, дай, буа и ким. По мнению Р. Бленча, языки фали, вероятнее всего, к подсемье адамава не относятся.
В классификации, представленной в справочнике языков мира Ethnologue, подсемья адамава делится на 8 языковых ветвей: фали, гуеве (гей), кам, ква, ла’би, леко-нимбари, мбум-дай, ваджа-джен и неклассифицированный язык обло.
В классификации, опубликованной в базе данных по языкам мира Glottolog, языки адамава не представляют генетического единства и включаются в различные группы северной ветви вольта-конголезской семьи — буа-ким-дай, камерунско-убангийскую, гур и кам.
Согласно пересмотренной в последнее время внешней классификации языков адамава, языковые объединения адамава, гбайя и убанги не образуют генетической общности и являются отдельными семьями в составе нигеро-конголезской макросемьи. Эта точка зрения была обоснована, в частности, в работе И. Моньино (2012). По одной из гипотез языки адамава объединяются вместе с языками гур в саваннскую языковую семью. Вместе с языками сенуфо, убанги-гбайя и кру саваннские языки образуют языковую ветвь северные вольта, или западные вольта-конго нигеро-конголезской макросемьи.